# Santa María del Mercadillo
Santa María del Mercadillo ist ein nordspanischer Ort und eine Gemeinde (municipio) mit 108 Einwohnern (Stand: 2024) im Süden der Provinz Burgos in der Autonomen Gemeinschaft Kastilien-León. Die Ortschaft ist zugleich Sitz der Verwaltungsgemeinschaft La Yecla.

## Lage und Klima
Der Ort Santa María del Mercadillo liegt am südlichen Rand des Esgueva-Tals in einer Höhe von etwa 960 m. Die Stadt Burgos ist gut 75 km (Fahrtstrecke) in nordnordwestlicher Richtung entfernt. Das Klima im Winter ist oft rau, im Sommer dagegen meist gemäßigt und warm; Regen (ca. 525 mm/Jahr) fällt überwiegend im Winterhalbjahr.

## Bevölkerungsentwicklung
| Jahr      | 1970 | 1981 | 1991 | 2001 | 2011 | 2021 |
| Einwohner | 327  | 221  | 229  | 186  | 141  | 104  |

## Sehenswürdigkeiten
- Laurentiuskirche (Iglesia de San Lorenzo)
- Einsiedelei der Jungfrau von Vega (Ermita de la Virgen de la Vega)

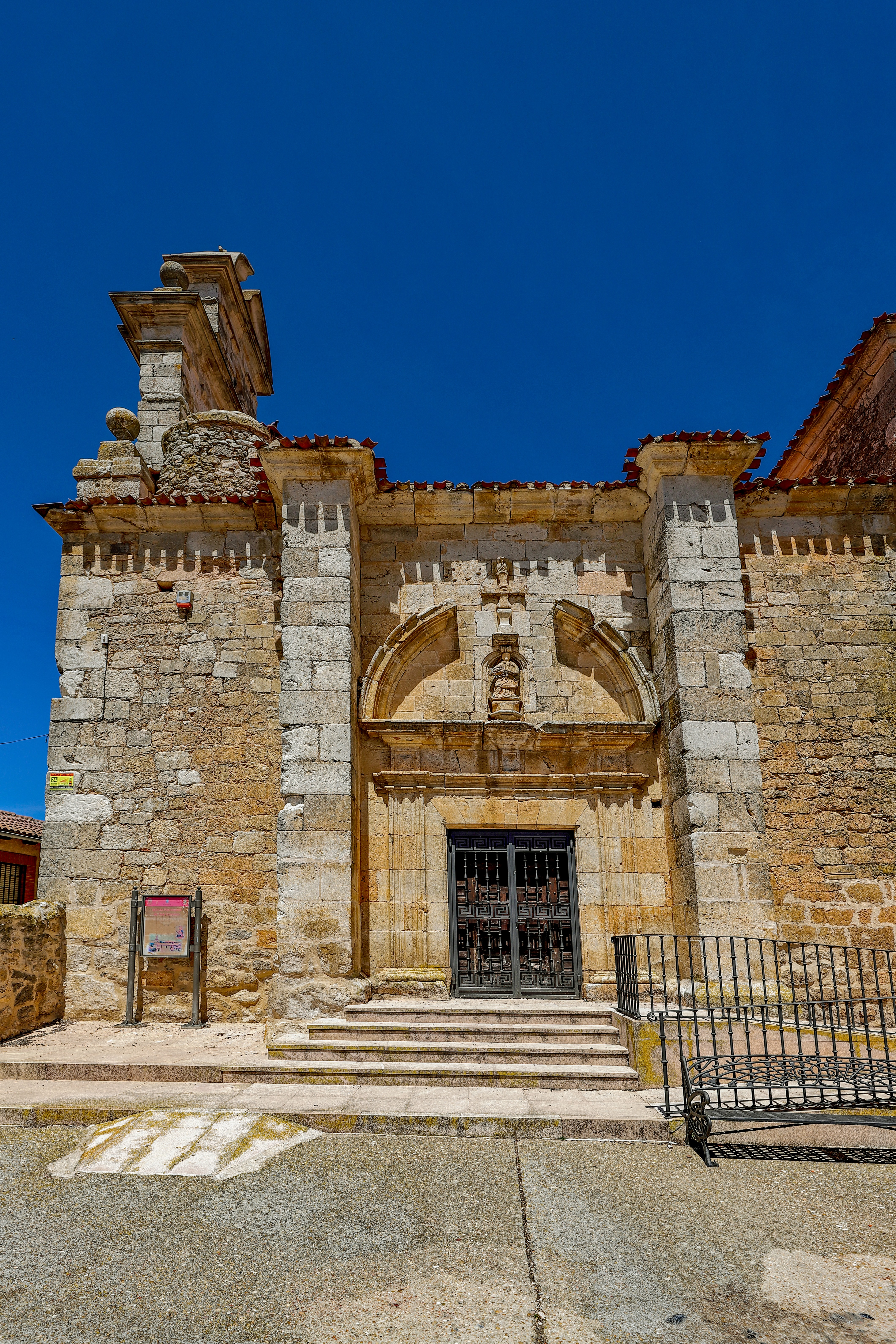
Laurentiuskirche
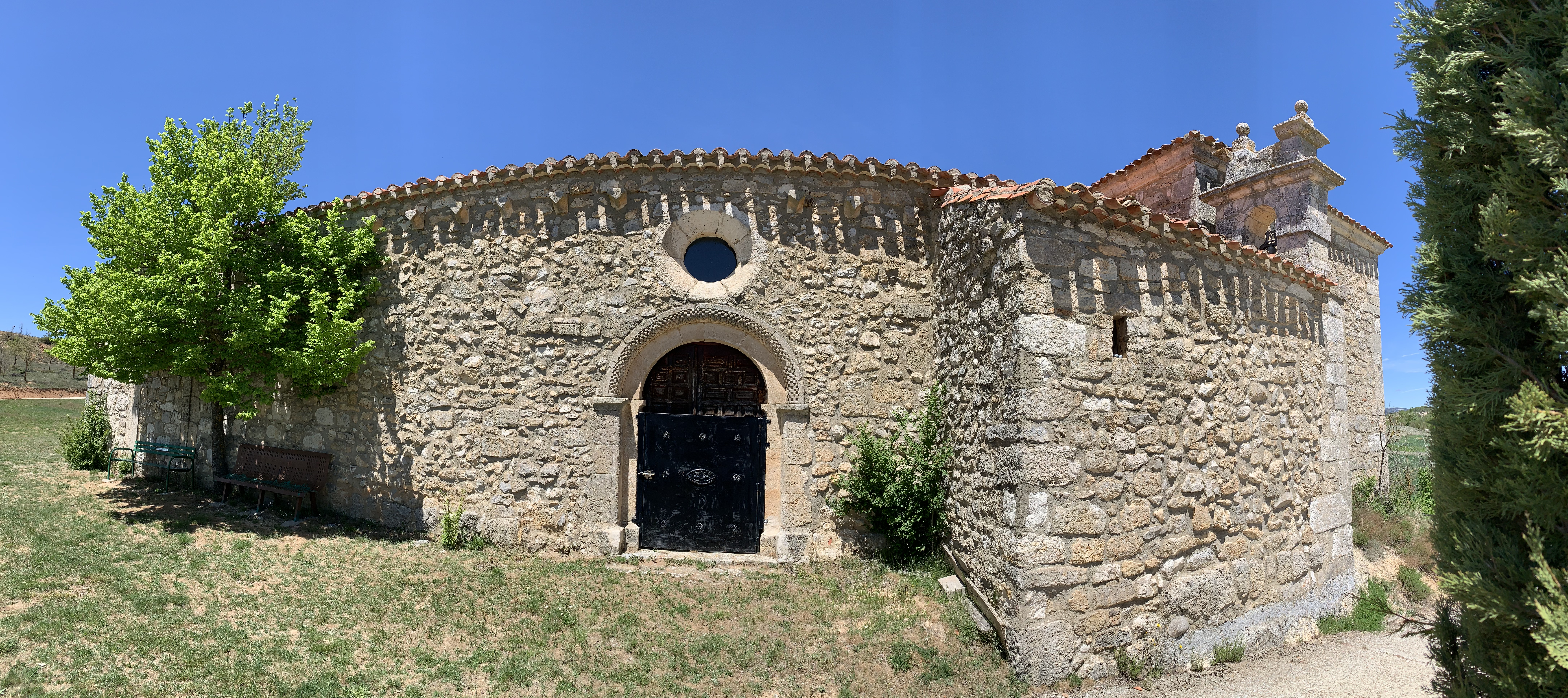
Einsiedelei der Jungfrau von Veda